# Ante Jurić
Ante Jurić (Vranjic, 17. svibnja 1922. – Pula, 20. ožujka 2012.), hrvatski rimokatolički nadbiskup i splitsko-makarski metropolit (1988. – 2000.).
Bio je na čelu Splitske metropolije u vrijeme osamostaljenja hrvatske države početkom 1990-ih i tijekom posjeta pape Ivana Pavla II. Splitu i Solinu 1998. godine, povodom obilježavanja 1700. obljetnice od osnutka grada Splita i mučeništva splitskog nebeskog zaštitnika sv. Dujma.

## Životopis
Klasičnu gimnaziju završava u Splitu, a Katolički bogoslovni fakultet u Zagrebu. Zaređen je za svećenika 18. svibnja 1947. u Vranjicu. Od 1947. do 1953. godine bio je župnik u Desnama, a od 1953. do 1957. godine stariji prefekt i vicerektor u dijecezanskom sjemeništu u Splitu. Od 1957. do 1963. godine rektor je dijecezanskog sjemeništa, a od 1968. do 1970. godine duhovnik u Bogoslovnom sjemeništu u Splitu. Od 1970. do 1978. duhovnik je u dijecezanskom sjemeništu u Splitu, a od 1978. do 1988. župnik, dekan i biskupski vikar u Makarskoj.
Nadbiskupom je imenovan 10. rujna 1988., te je 16. listopada 1988. u konkatedrali sv. Petra u Splitu zaređen za biskupa. Glavni zareditelj bio mu je msgr. Frane Franić, dotadašnji splitsko makarski nadbiskup i metroplit, a suzareditelji msgr. Marijan Oblak, zadarski nadbiskup i msgr. Marko Jozinović, sarajevski nadbiskup i metropolit.
Za vrijeme obnašanja nadbiskupske dužnosti, osnovao je sedam novih župa u Splitu. To su župe Sv. Leopolda Mandića za Sirobuju (1989.), Sv. Andrije Apostola za Sućidar (1990.), Sv. Josipa za Mertojak (1991.), Sv. Ivana Krstitelja za Trstenik (1991.), Sv. Mateja Apostola i Evanđelista za Ravne njive (1993.), Sv. Luke Evanđelista za Kocunar (1994.) i Sv. Marka Evanđelista za Neslanovac (1994.).
U to vrijeme su vodstvo splitsko-makarske nadbiskupije i splitska Teologija preustrojili dotadašnji Institut za teološku kulturu laika pri Teologiji u Splitu u četverogodišnji Teološko-katehetski studij s ciljem naobrazbe novih kvalificiranih vjeroučitelja. Nadalje, 1997. godine ujedinila se splitska Teologija i Franjevačka teologija u Makarskoj i ustrojila u samostalni Katolički bogoslovni fakultet u Splitu uklopljen u sastav Splitskoga sveučilišta. Dana 12. travnja 1993. utemeljio je Obiteljsko savjetovalište.
Pastoralni posjet Svetog Oca Ivana Pavla II. Splitu 4. listopada 1998. godine bio je jedan od najznačajnijih događaja tijekom nadbiskupovanja mons. Jurića. Zbog navršene kanonske dobi umirovljen je 21. lipnja 2000.
Preminuo je 20. ožujka 2012.; u Sjemeništu Redemptoris Mater u Puli, gdje je obavljao službu duhovnika bogoslovâ. Njegovi posmrtnih ostatci položeni su 24. ožujka 2012. u kriptu konkatedrale sv. Petra u Splitu. Svetu Misu zadušnicu uz koncelebraciju zagrebačkog nadbiskupa kardinala Josipa Bozanića, vrhbosanskoga nadbiskupa kardinala Vinka Puljića,splitsko-makarskoga nadbiskupa msgr. dr. Marina Barišića i gotovo sve hrvatske i bosanskohercegovačke biskupe predvodio predsjednik HBK i đakovačko - osječki nadbiskup msgr. dr. Marin Srakić.

## Vanjske poveznice
- Umro mons. Ante Jurić, dugogodišnji splitsko-makarski nadbiskup na stranicama Slobodne Dalmacije (hrv.)

| Titule u Katoličkoj Crkvi | Titule u Katoličkoj Crkvi               | Titule u Katoličkoj Crkvi |
| ------------------------- | --------------------------------------- | ------------------------- |
| prethodnik Frane Franić   | splitsko-makarski nadbiskup 1988.–2000. | nasljednik Marin Barišić  |